# ヴァルストローナ
ヴァルストローナ（伊: Valstrona）は、イタリア共和国ピエモンテ州ヴェルバーノ・クジオ・オッソラ県にある、人口約1,300人の基礎自治体（コムーネ）。

## 地理

### 位置・広がり
| 隣接するコムーネは以下の通り。括弧内のVCはヴェルチェッリ県所属を示す。 - アンツォーラ・ドッソラ - カラスカ＝カスティリオーネ - クラヴァリアーナ (VC) - ロレーリア - マッシオーラ - オルナヴァッソ - ピエーヴェ・ヴェルゴンテ - クアルナ・ソプラ - クアルナ・ソット - リメッラ (VC) - サッビア (VC) - ヴァラッロ・セージア (VC) |

## 行政

### 分離集落
ヴァルストローナには、以下の分離集落（フラツィオーネ）がある。
Campello Monti, Fornero, Forno, Inuggio, Luzzogno, Otra, Piana di Fornero, Piana di Forno, Preia, Rosarolo, Sambughetto, Strona (sede comunale)